# James Haven
James Haven (nacido James Haven Voight; Los Ángeles, 11 de mayo de 1973) es un actor y productor estadounidense.

## Primeros años y educación
Hijo de los actores Jon Voight y Marcheline Bertrand, hermano de la también actriz Angelina Jolie y sobrino del cantante y compositor Chip Taylor, James Haven tiene orígenes alemanes, neerlandeses, checos, francocanadienses y se rumoró que también iroqués -algo que él ha negado, alegando que su madre no era iroquesa, sino que sólo lo dijeron para justificar su apariencia exótica-. Tras la separación de sus padres cuando él tenía tres años (1976), tanto él como su hermana fueron criados por su madre -la cual abandonó su trabajo por sus hijos y se mudó con ellos a Palisades (Nueva York) y a Los Ángeles-. Se graduó en Beverly Hills High School y asistió a la Escuela Cinemática de Artes USC, obteniendo el premio George Lucas por una película en la que actuó junto a su hermana mientras estaba en la universidad.

## Premios Óscar
En el año 2000 asistió a la gala de los Oscar junto a su hermana Angelina Jolie y cuando ésta ganó el premio a la Mejor actriz secundaria, mencionó estar enamorada de su hermano, desatando así los rumores de incesto. Tras negarlo ambos, los hermanos fueron objeto de controversia tras darse un beso en la misma ceremonia. Más tarde, en una entrevista a People, comentó que «fue un momento asombroso, pero totalmente malinterpretado».

## Vida actual
Haven es el director Ejecutivo de Artivist, un festival en su ciudad natal que se ocupan de los derechos humanos, derecho de los animales y las cuestiones ambientales. En 2009 se convirtió al cristianismo.

## Filmografía
| Año  | Título                                  | Papel                     | Notas                                                                    |
| ---- | --------------------------------------- | ------------------------- | ------------------------------------------------------------------------ |
| 1998 | Gia                                     | Hombre en la calle Sansom | Película de televisión                                                   |
|      | Hell's Kitchen                          | Camarero de Boyle         |                                                                          |
| 1999 | Scrapbook                               | Jamie Park                |                                                                          |
| 2000 | A Room for Romeo Brass                  |                           | Asistente de director                                                    |
| 2001 | Original Sin                            | Faust, en Escenario       |                                                                          |
|      | Monster's Ball                          | Guardia de Hospital       |                                                                          |
|      | Talk Soup                               | Él mismo                  | Serie de televisión                                                      |
| 2002 | Ocean Park                              | Youngblood                |                                                                          |
| 2003 | Hunting of Man                          | Usher                     |                                                                          |
| 2004 | CSI: Crime Scene Investigation          | Lazarus Kane              | Serie de televisión, ("Suckers"; Temporada 4 Episodio 13)                |
|      | Rent-a-Person                           | James Coleman             | Cortometraje                                                             |
|      | Breaking Dawn                           | Don Wake                  |                                                                          |
| 2005 | E! True Hollywood Story: Angelina Jolie | Él mismo                  | documental                                                               |
|      | Trudell                                 |                           | productor ejecutivo; documental                                          |
| 2006 | Stay Alive                              | Jonathan Malkus           |                                                                          |
| 2007 | Validation                              | Pareja                    | cortometraje                                                             |
|      | The Game                                | Director                  | Serie de televisión ("The Ghost of Derwin Past";Temporada 2 Episodio 10) |
| 2013 | Easy                                    | Trent                     |                                                                          |